# Llama in My Living Room
Llama in My Living Room – singel szwedzkiego muzyka AronaChupy z gościnnym udziałem jego siostry Nory Ekberg (Little Sis Nora), wydany 2 czerwca 2017 roku przez Sony Music Entertainment.

## Lista utworów
- Digital download[1]

1. „Llama in My Living Room” – 3:01

## Teledysk
Teledysk do utworu został wyreżyserowany przez AronaChupę i Jacoba Englunda i został opublikowany 2 czerwca 2017 roku.

## Certyfikaty
| Państwo | Certyfikat       | Sprzedaż |
| ------- | ---------------- | -------- |
| Polska  | diamentowa płyta | 100 000+ |